# Land der Pharaonen
Land der Pharaonen (Originaltitel: Land of the Pharaohs) ist ein US-amerikanischer Monumentalfilm aus dem Jahr 1955 des US-amerikanischen Regisseurs Howard Hawks. Jack Hawkins und Joan Collins spielen dabei die Hauptrollen.

## Inhalt

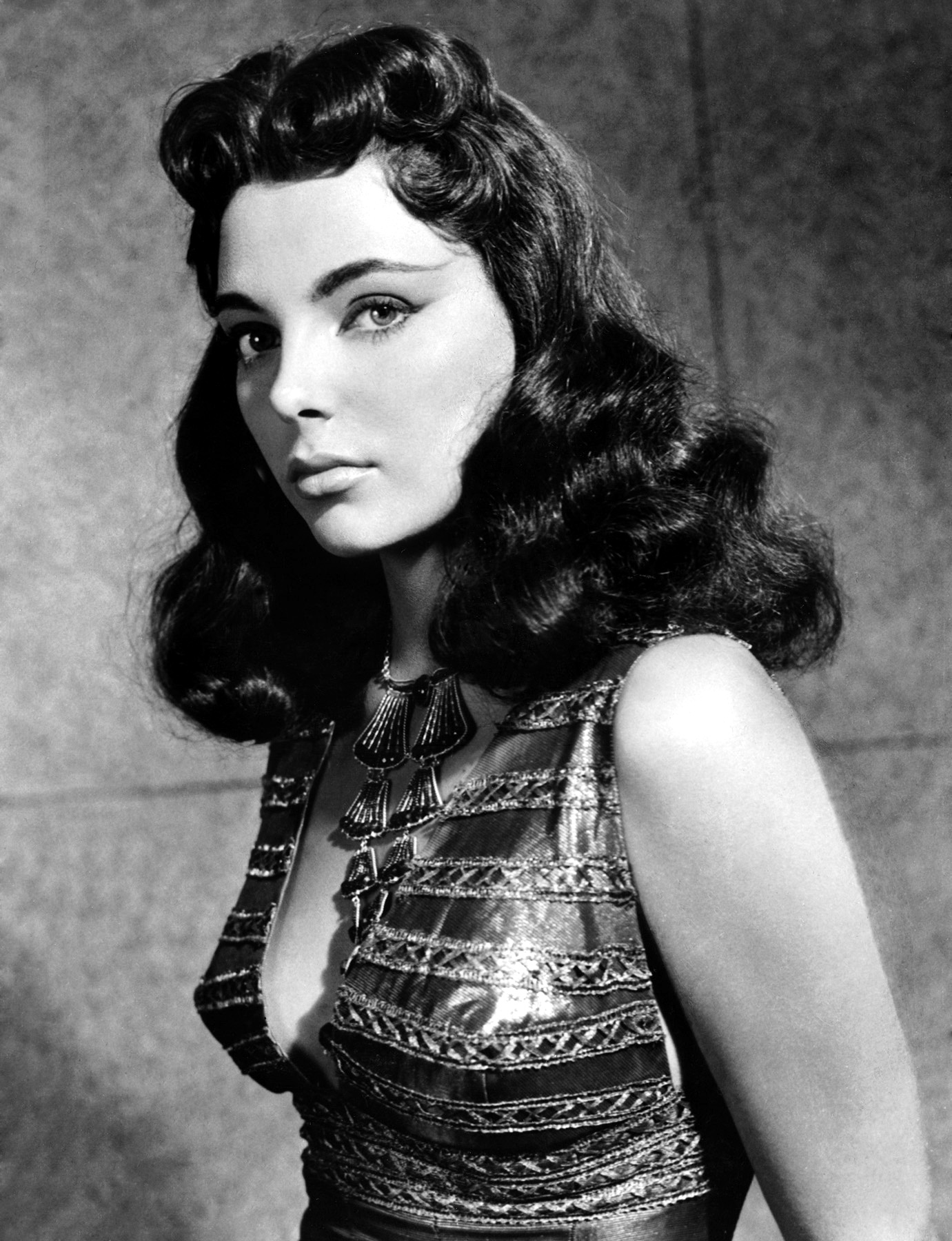
Joan Collins als Prinzessin Nellifer

Der ägyptische Pharao Cheops (in englischsprachigen Publikationen wird die Bezeichnung Khufu bevorzugt; eine namentliche Anrede erfolgt im Film allerdings nicht) plant für sich den Bau eines Grabmals, welches die größte Pyramide der Welt werden soll. Den genialen Baumeister der Kuschiten, Vashtar mit Namen, hatte er auf seinem letzten Kriegszug gefangen genommen; dieser wird allerdings bevorzugt und schonend behandelt mit der Intention, dass er – der den Ägyptern bei ihrem Feldzug eine tödliche Falle in Form einer absenkbaren Straße stellte – das geplante Bauwerk vor Grabräubern plünderungssicher machen kann. Denn der Pharao hat mit seinen Kriegen riesige Schätze zusammengetragen, von denen er den Großteil mit ins Grab nehmen will, für sein „zweites Leben“ nach ägyptischem Glauben. Als Gegenzug verspricht er Vashtar, welcher aus Gründen der Geheimhaltung mit ihm sterben soll, die Freiheit für sein versklavtes Volk. Mit dieser Zusicherung macht sich Vashtar an die Konstruktion; sein Modell sieht – ähnlich wie bei der Straßenfalle – absenkbare Quader vor, sodass die Pyramide für absolut niemanden zugängig wird.
Der Bau des kolossalen Monuments beginnt. Aus dem ganzen Land strömen Freiwillige herbei, um zu helfen, denn der Pharao hat allen Mitmachenden große Ehren im „zweiten Leben“ versprochen. Mühsam gehen die Arbeiten voran, und die anfänglichen Gesänge der schuftenden Männer verstummen allmählich; es regiert die Peitsche der Aufseher. Je höher sich das Objekt erhebt, desto seltener werden sichtbare Fortschritte. Der Pharao ist ungehalten darüber, wischt die Bedenken seiner Baumeister vom Tisch. Um das Tempo wieder zu beschleunigen, wären noch mehr Arbeiter, aber auch mehr Vorräte nötig. Der Herrscher besinnt sich seiner eroberten Provinzen und erhebt entsprechende Tribute. Das kleine
Zypern ist von Armut gepeinigt und entsendet anstelle der geforderten Abgaben die ebenso stolze wie verführerisch schöne Prinzessin Nellifer. Pharao glaubt seinen Ohren nicht zu trauen, als er das Angebot hört; als er „beides“ will, also Abgaben und Prinzessin, schaltet die exotische Kratzbürstige auf stur. Sie wird ausgepeitscht, doch weil ihr Widerstand dem Pharao imponiert, macht er sie zu seiner Zweitfrau. Eines Tages zeigt Pharao ihr seine prächtig gefüllten Schatzkammern, und Nellifer ist entsetzt, als sie erfährt, dass der ganze Reichtum für ein Leben nach dem Tod bestimmt sei. Ob sie je etwas für den Ägypter empfunden hat, ist nicht schlüssig – spätestens aber seit der von einem jungen Hauptmann namens Treneh beobachteten Szene im Goldkeller reifen in ihr hinterhältige Absichten.
Beim Pyramidenbau ergibt sich ein Problem: Das Augenlicht Vashtars beginnt zu schwinden. Um seine noch immer in Gefangenschaft lebenden Landsleute zu schützen, muss er seinen Sohn Senta in alle Geheimnisse einweihen, wohl wissend, dass dies auch für ihn den Tod bedeutet. Als Cheops eines Tages die Arbeiten an der Grabkammer inspiziert, löst sich ein Quader, und Senta rettet ihn knapp vor dem Tod. Der Verunfallte braucht sofortige Hilfe, weiß aber den Weg durch das Labyrinth der Gänge nicht mehr. Senta gibt ihn preis, obwohl niemand außer Vashtar davon wissen kann. Später zur Rede gestellt, gibt Senta den Geheimnisverrat zu, und Hamar, der stets präsente und durch seine Klugheit faszinierende Hohepriester, weist Cheops auf das Sehproblem des Konstrukteurs hin. Daraufhin lenkt der Pharao ein und schenkt Senta sogar eine kuschitische Sklavin, die sich Nellifers Zorn zugezogen hatte. Diese erneute Demütigung nimmt die Zypriotin zum Anlass, vollständig in den Rachemodus überzugehen. Sie will zunächst Königin Nailla beseitigen und lässt sich von ihrem Leibwächter Nabuna eine zu Flötenklängen angreifende Kobra bringen; sie selbst hatte Pharaos Sohn Xenon ein solches Instrument geschenkt. Der teuflische Plan gelingt, als Xenon die in den Palast gebrachte Schlange durch seine Übungen auf der Flöte anlockt: Nailla erkennt die Gefahr und wirft sich auf die Giftnatter, dabei zu Tode kommend. Nellifer, Treneh – der Pharao zuvor durch eine List in das entfernte Byblos gelockt hatte – und Nabuma haben ihre Rechnung freilich ohne Hamar gemacht; dieser verhört sofort einige Sklavinnen und weiß umgehend, welchen Hintersinn das Flötengeschenk Nellifers in Wirklichkeit hatte.
Unternehmen kann der Hohepriester vorerst allerdings wenig. Denn auch den Verschwörern kommt zu Ohren, dass Hamar alle Schlangenverkäufer im Lande befragen lässt, sodass nur eine Alternative bleibt: Dem Anschlag auf Nailla muss umgehend die Tötung des Pharao folgen. Nabuma übernimmt den Job, doch als er im Zelt des Herrschers mit seinem Dolch zusticht, verwundet er Cheops nur und stirbt selbst im Zweikampf. Der Pharao kehrt in den Palast zurück und stellt Nellifer zur Rede; diese kann den Verdacht zunächst abwehren, doch als der schwer Verwundete einen ihm gehörenden imposanten Halsschmuck an ihr entdeckt, wird ihm alles klar. Zu spät, denn gleich darauf stirbt Cheops. Nellifer kann es kaum erwarten, die Macht zu übernehmen; Hamar bremst sie in ihrem Eifer, schließlich gibt es klare Vorschriften für Bestattung und Thronfolgerwechsel. Zu deren Überraschung begnadigt der Hohepriester dann Vashtar und Senta, sodass sie mit ihrem Volk in die Heimat zurückkehren können. Dann begleitet er Nellifer in die Grabkammer, denn sie selbst muss den Befehl zur Schließung geben. Sie ahnt nicht, dass dies eine tödliche Falle ist: Umgeben von stummen Priestern, die – wie Hamar auch – dem Pharao freiwillig in den Tod folgen, bekommt sie die Quittung für ihren schändlichen Verrat …

## Kritiken
„Ein in den bautechnischen Details, den Spezialeffekten und Massenszenen eindrucksvolles pseudohistorisches Drama, dessen Schwäche – trotz der Mitwirkung William Faulkners – in seinen papierenen Dialogen liegt.“

„Handwerklich sauber fotografiertes Kolossalgemälde vom alten Ägypten mit einer abenteuerlichen Handlung. Geschichtlich von geringem Wert. Ab 10 möglich.“